# 特里比恩 (堪薩斯州)
特里比恩（英語：Tribune）是一個位於美國堪薩斯州格里利縣的城市。同時該地也是格里利縣的縣治。

## 地方資料
特里比恩的座標為38°28′13″N 101°45′16″W / 38.47028°N 101.75444°W，而該地的海拔高度為1101米（即3612英尺）。根據2010年美國人口普查，該地共人口772人，而該地的面積約為1.92平方千米。